# 旧堀田廣之家住宅
旧堀田廣之家住宅（きゅうほったひろゆきけじゅうたく）は、愛知県津島市祢宜町68にある邸宅。
祢宜町通りに面している。1912年（明治45年）から1913年（大正2年）にかけて建てられ、津島を代表する町屋とされている。2016年（平成28年）には主屋、蔵、門、煉瓦塀、板塀が登録有形文化財に登録された。

## 歴史

### 堀田廣之の経歴
1887年（明治20年）、堀田廣之は堀田家（堀田理右衛門家）10代当主堀田善之の三男として生まれた。愛知県立第三中学校（現・愛知県立津島高等学校）を1期生として卒業した後、1905年（明治38年）4月には法政大学予科に進学した。同年夏には第一高等学校（現・東京大学）と中央大学にも合格し、同年9月には法政大学予科を退学して中央大学専門科に入学した。中央大学卒業後の1908年（明治41年）3月、堀田廣之は津島に帰郷した。

### 堀田廣之家の分家
1912年（明治45年）10月30日には堀田廣之家の地鎮祭を執り行い、1913年（大正2年）7月には本家の隣接地に堀田廣之家がほぼ完成した。棟梁は杉田和平。大正時代には主屋が改修され、1918年（大正7年）には蔵が建てられた。昭和時代には主屋が増築・改修された。堀田廣之家は本家の資産管理の後見役を果たした。

### 近年の動向
2016年（平成28年）11月29日、旧堀田廣之家住宅の主屋、蔵、門、煉瓦塀、板塀が登録有形文化財に登録された。

## 堀田家の歴史

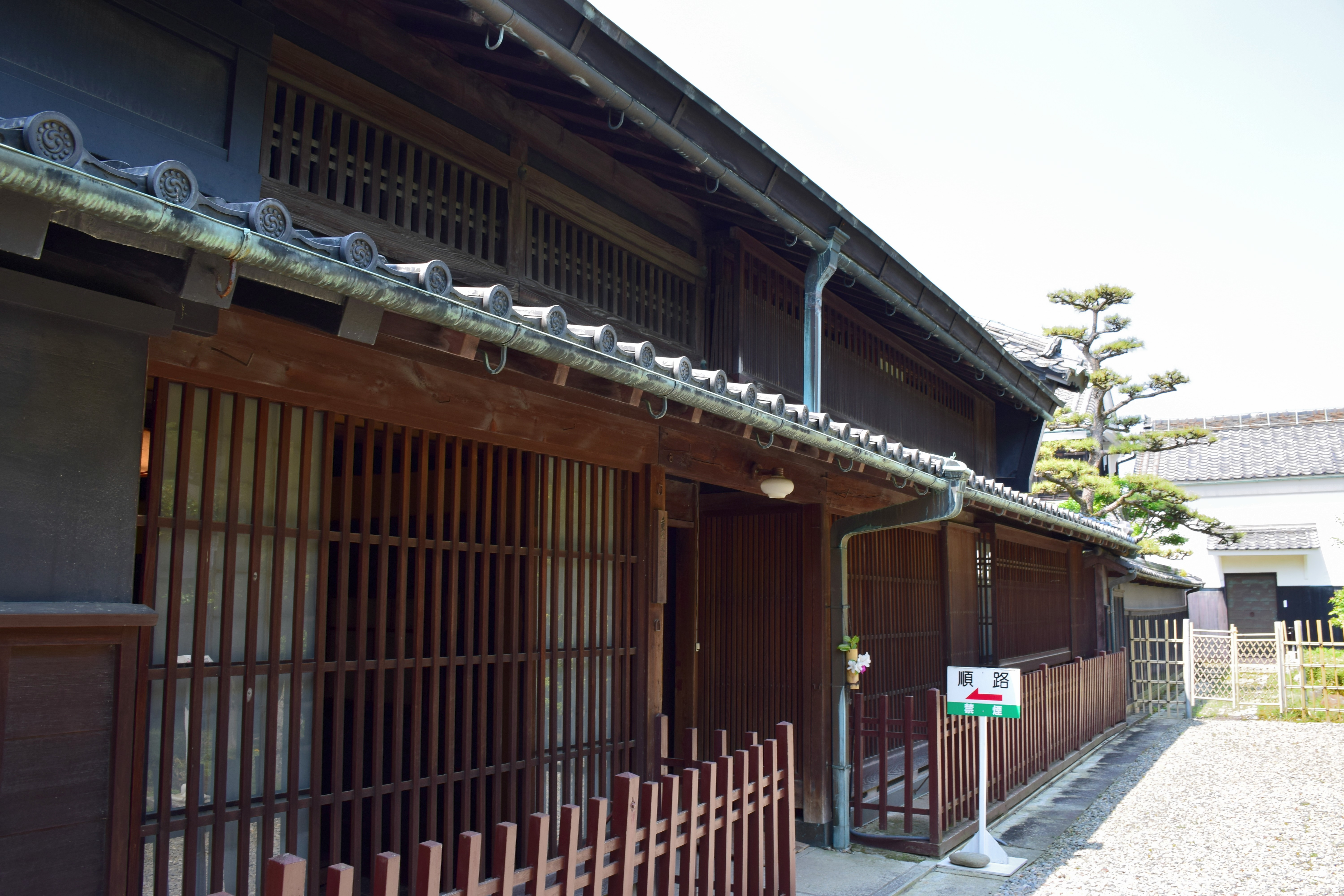
本家である堀田家住宅

堀田家（堀田理右衛門家）は津島神社の祠官の流れを汲む家系であり、江戸時代に金融業や酒造業で財を成した。江戸時代後期には主屋を建て、1978年（昭和53年）5月31日には堀田家住宅として重要文化財に指定されている。

### 初代 堀田之理
天正元年（1573年）に番頭大夫紀之定の次男として生まれた。豊臣秀吉は幼少期に紀之定に奴僕として仕えていたことがあり、天下統一後には宅舎・金の不動尊・鎖帷子を贈っている。分家して独立し、当初は坂東、番藤、番頭などの姓を名乗っていたが、父の紀之定が堀田右馬大夫之勝の娘をめとってからは堀田を名乗るようになった。堀田家は「津島四家七名字」のひとつである。寛文8年（1668年）10月8日に死去した。
兄の堀田之春は之定の後を継いで本家の家督を相続している。之理と三男の堀田之元は清洲城主の福島正則の下で中小姓役を勤めたが、いずれも福島正則が安芸国に転封される際に帰郷した。その後、之春と之元はそろって津島神社の祠官となっているが、之理の職は定かでない。3男2女を儲けたが、長男は早世した。

### 2代 堀田之瀰
慶長11年（1606年）、初代之理の次男として生まれた。俗名は弥五右衛門。之瀰の足跡は不明だが、父の跡を継いで2代目となった。寛文6年（1666年）4月24日に死去した。
4男3女を儲けた。長男は堀田資之。次男は法印覚賢と称して実相院第7世となった。三男の堀田之茲は堀田資之の後を継いで4代となった。

### 3代 堀田資之
2代之瀰の長男として生まれた。俗名は六大夫又理右衛門。若くして剃髪して仏門に入り、弟の堀田之茲に家督を譲ると、伊勢国員弁郡阿下喜村に庵を結んだ。元禄14年（1701年）7月13日、妻をめとらないまま死去した。

### 4代 堀田之茲
慶安3年（1650年）に2代之瀰の三男として生まれた。兄の堀田資之を継いで家督を相続したが、兄と同様に剃髪して祖禅と号し、津島町片町に隠居した。5代の死去の1か月後、享保13年（1728年）7月12日に死去した。
4男7女を儲け、2男5女が成長した。

### 5代 堀田之仲
延宝3年（1675年）に4代之茲の長男として生まれた。元禄5年（1692年）頃に家督を継ぐと百姓の身分に還俗し、酒売りや質屋などを営んだ。財政面で堀田家を立て直し、堀田家中興の祖とされている。神道学を真野時綱に、和歌を京都の有賀長伯に学ぶなどして文化的教養を積んだ。享保13年（1728年）6月5日に死去した。
4男4女を儲けたが、長男・二男・三男は早世している。

### 6代 堀田知之

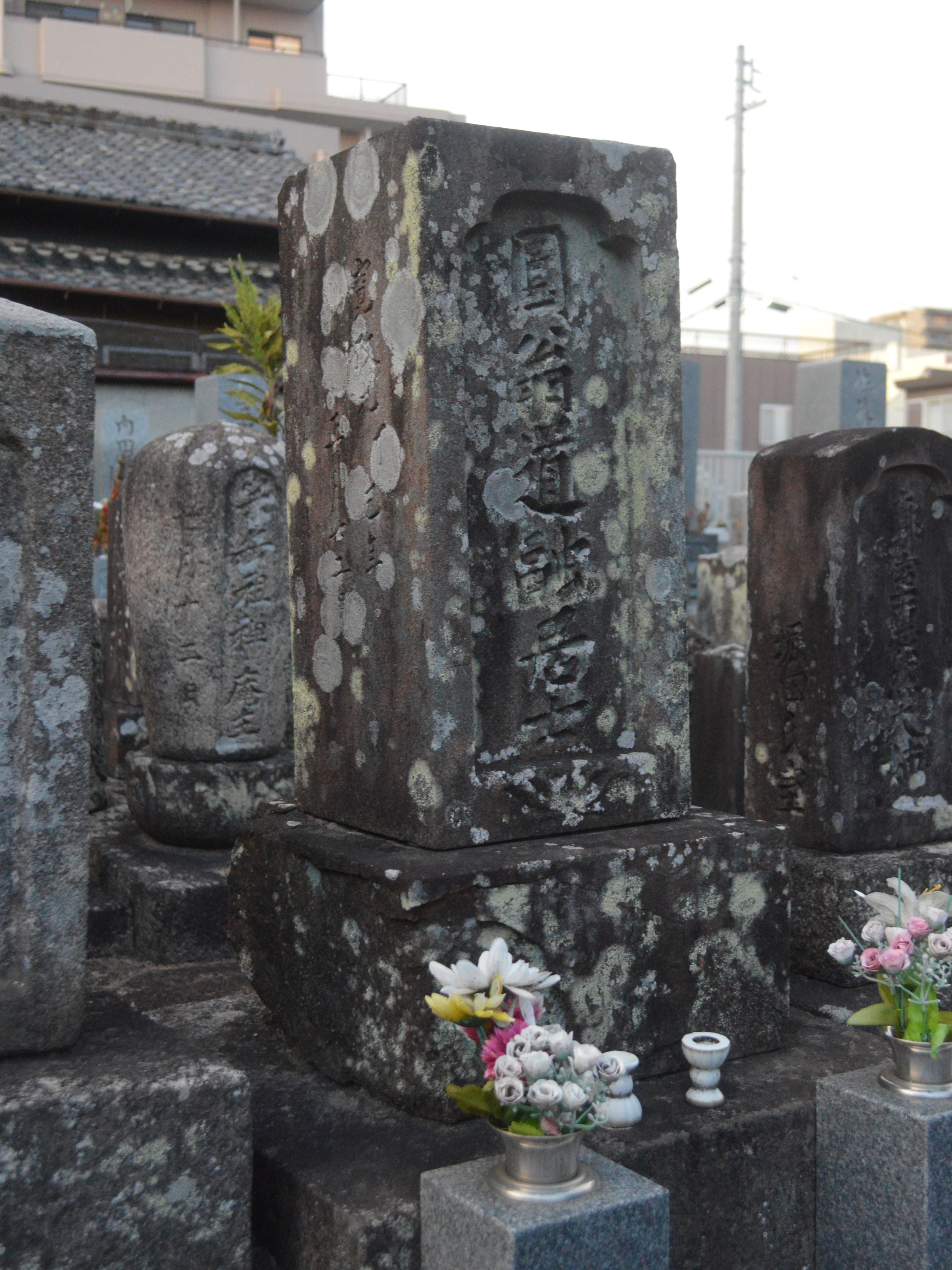
「堀田木吾の墓」

享保4年（1719年）7月、5代之仲の四男として生まれた。幼名は弥五市。通称は治右衛門、利右衛門、理右衛門。俳号は木吾、似琴。墨斎とも称する。享保13年（1728年）には4代と5代が相次いで死去し、自身の兄3人も早世していたことで、10歳で家督を継いで6代目を襲名した。大黒屋という屋号で酒造業や金融業を営んだ。堀田家の財政基盤を確固たるものとし、堀田家興隆の祖とされている。文人としても知られており、神道・和歌・俳諧などに長けていた。
4男1女を儲けたが、長男・四男・女子は早世した。安永8年（1779年）には本卦を機に隠居し、次男の堀田憲之に家督を譲るとともに、三男の敬之を分家させた。寛政9年（1797年）1月に死去した。興善寺にある墓石は「堀田木吾の墓」として津島市指定文化財に指定されている。

### 7代 堀田憲之
延享4年（1747年）に6代知之の次男として生まれた。幼名は安次郎。宝暦13年に元服して安右衛門に改め、後に善五郎に改めた。安永8年（1779年）、33歳で家督を相続して堀田理右衛門を襲名した。苗字帯刀を許され、堀田家の最隆盛期を築いたとされる。武藤白尼や久村暁台に俳句を師事し、亀六という俳号を有した。文政3年（1820年）8月2日に死去した。
4男3女を儲けたが、長男・次女・三女が早世し、3男1女が成長した。

### 8代 堀田美之
天明2年（1782年）8月22日、7代憲之の二男として生まれた。幼名は常松。寛政10年（1798年）1月23日に元服して善五郎に改め、文化3年（1806年）頃に家督を相続して堀田理右衛門を襲名した。父と同様に苗字帯刀を許され、金融業・新田開発・質業などを営むと、特に新田開発に熱意を持って取り組んだ。国学者の本居大平や本居春庭、歌人の芝山持豊などと交友があった。
8男4女を儲けたが、4男3女は早世し、4男1女が成長した。

### 9代 堀田久之
文化6年（1809年）、8代美之の二男として生まれた。幼名は徳三郎であり、元服して善五郎に改めた。天保3年（1832年）3月18日には兄の堀田躬之が病で死去したため、久之が家督を相続して堀田理右衛門を襲名した。尾張藩の財政困窮などの事情から、堀田家も多額の支出を余儀なくされたが、苗字帯刀藩主御目見得の恩恵に属している。元治2年（1865年）1月28日に死去した。

### 10代 堀田善之
弘化2年（1845年）、9代久之の次男として生まれた。幼名は光之。万延元年（1860年）2月10日、16歳で家督を相続して理右衛門紀善之に改めた。堀田家を再興した功労者とされる。1915年（大正4年）10月8日、脳出血によって死去した。
儲けた6男9女のうち4男6女が成長した。1898年（明治31年）11月には二男の堀田次郎が三重県津市の芝原七右衛門に婿養子に入ったが、1906年（明治39年）9月には芝原家と離縁して故郷に戻り、1909年（明治42年）12月には津島町片町に分家した。1914年（大正3年）12月、三男の堀田廣之が本家の後見役として分家した。1920年（大正9年）5月、四男の堀田忠之は幡豆郡平坂村の石川錦一郎に婿養子に入った。

### 11代 堀田之孝
1874年（明治7年）9月8日、10代善之の長男として生まれた。幼名は孝一郎紀之孝。岐阜市に寄宿して岐阜県立岐阜中学校に進学したが、その後名古屋市の中学校に転向している。1901年（明治34年）12月12日、知多郡半田町の中埜半左衛門の三女絹をめとり、儲けた3男6女のうち3男3女が成長した。1915年（大正4年）10月8日に父が死去したため、42歳で家督を相続した。1926年（大正15年）1月26日、51歳で死去した。

### 12代 堀田之政（堀田英一郎）
1905年（明治38年）9月1日、11代之孝の長男として生まれた。通名は英一郎。愛知県津島中学校を卒業後、1923年（大正12年）4月には慶應義塾大学経済学部予科に入学した。在学中の1926年（大正15年）1月26日には父が死去し、21歳で家督を相続した。大学卒業後には愛知銀行に就職したが、入行直後に胸膜炎を患って療養に努め、その後は藤里村の耕地改良などに着手した。
1940年（昭和15年）6月には旭毛織株式会社を設立して社長に就任し、戦後の1953年（昭和28年）には鉄筋コンクリート造の毛織工場を新築したが、1965年（昭和40年）7月20日には廃業している。1955年（昭和30年）11月、堀田家住宅が愛知県指定文化財に指定された。1970年代前半には愛知県道68号の拡幅工事が行われ、堀田家住宅の主屋は敷地奥に曳家された。1978年（昭和53年）5月31日には主屋が堀田家住宅として重要文化財に指定された。
長弟の堀田貞治郎は早稲田大学政経学部を卒業後、三菱銀行名古屋支店に就職したが、その後岐阜県稲葉郡鏡島村の上松家の婿養子となり、養父が経営する岐阜貯蓄銀行の頭取秘書となった。末弟の堀田文雄は画家を志して東京美術学校日本画科を卒業している。1990年（平成2年）11月1日に死去した。

### 13代 堀田克之
1938年（昭和13年）5月19日に12代英一郎の長男として生まれた。

### 14代 堀田裕一朗
1972年（昭和47年）11月17日に生まれた。

## 建築

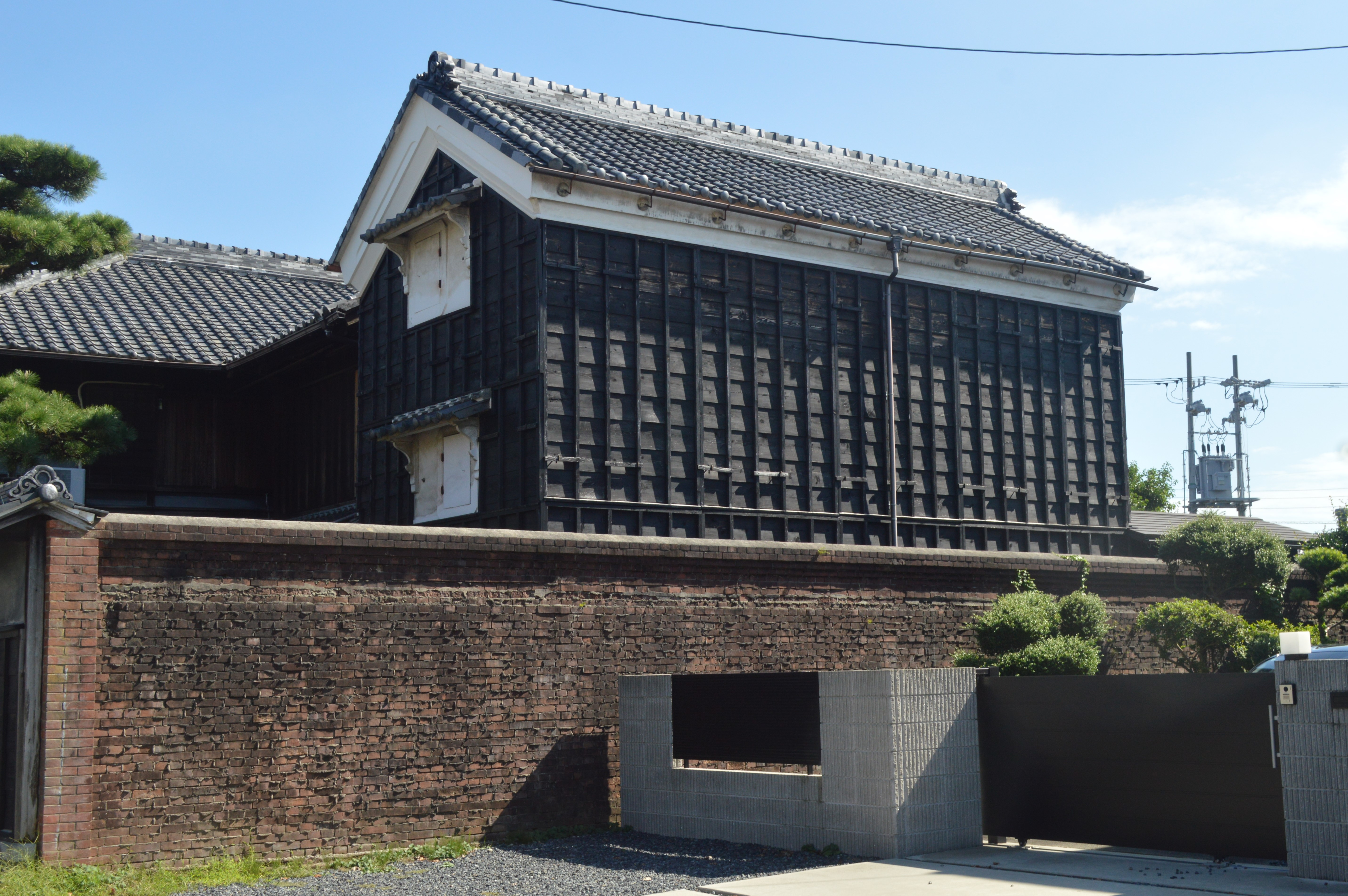
蔵

- 主屋 - 木造2階建、瓦葺[2]。建築面積205㎡[2]。1912年（明治45年）竣工[2]。
- 蔵 - 土蔵造2階建、瓦葺[2]。建築面積31㎡。大正期竣工[2]。
- 門 -  木造、瓦葺[2]。間口2.0m、袖塀付。1912年（明治45年）竣工[2]。
- 煉瓦塀 - 煉瓦造[2]。延長19m[2]。1912年（明治45年）竣工[2]。
- 板塀 -  土塀、瓦葺[2]。延長12m[2]。1912年（明治45年）竣工[2]。

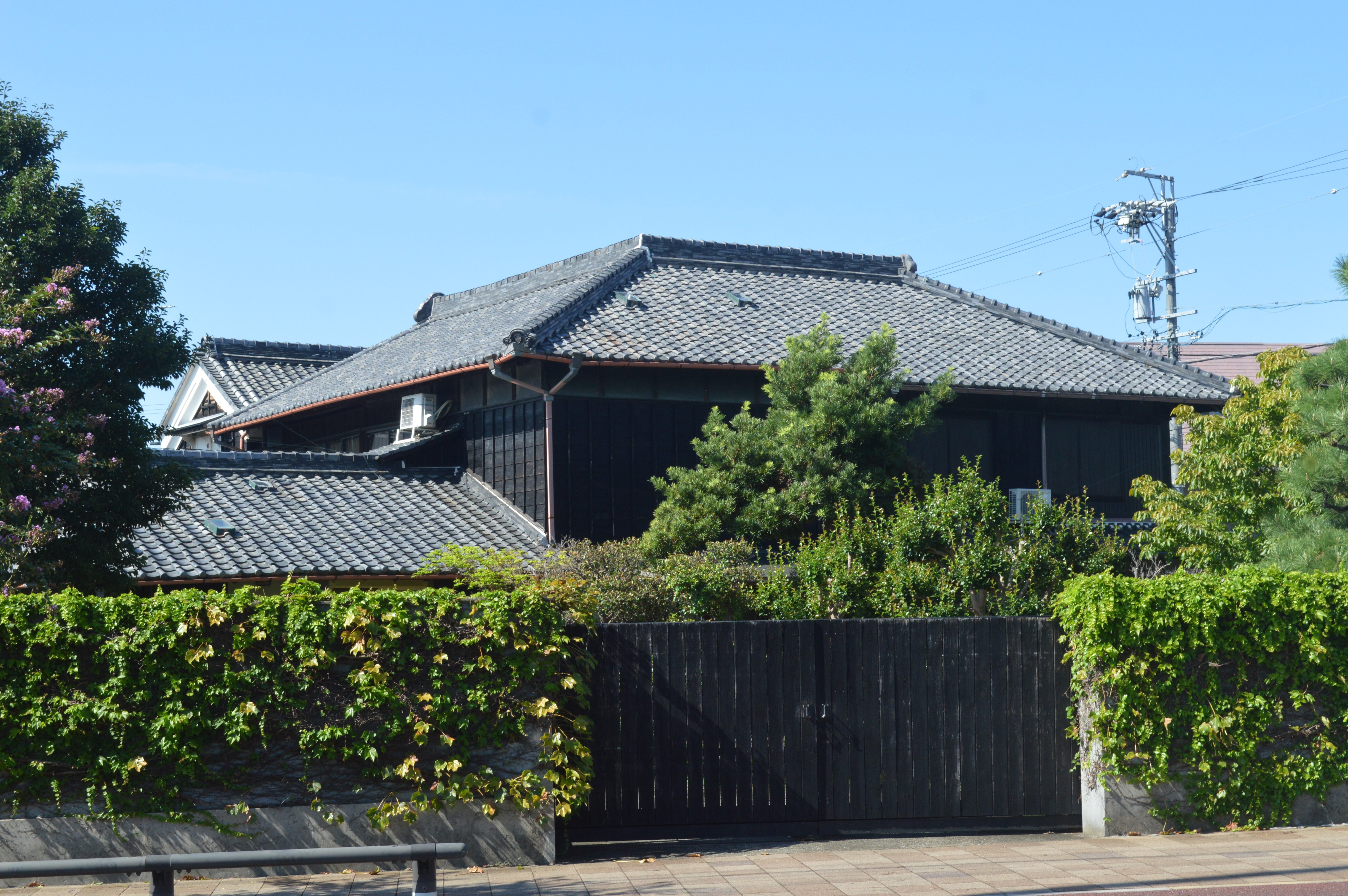
主屋
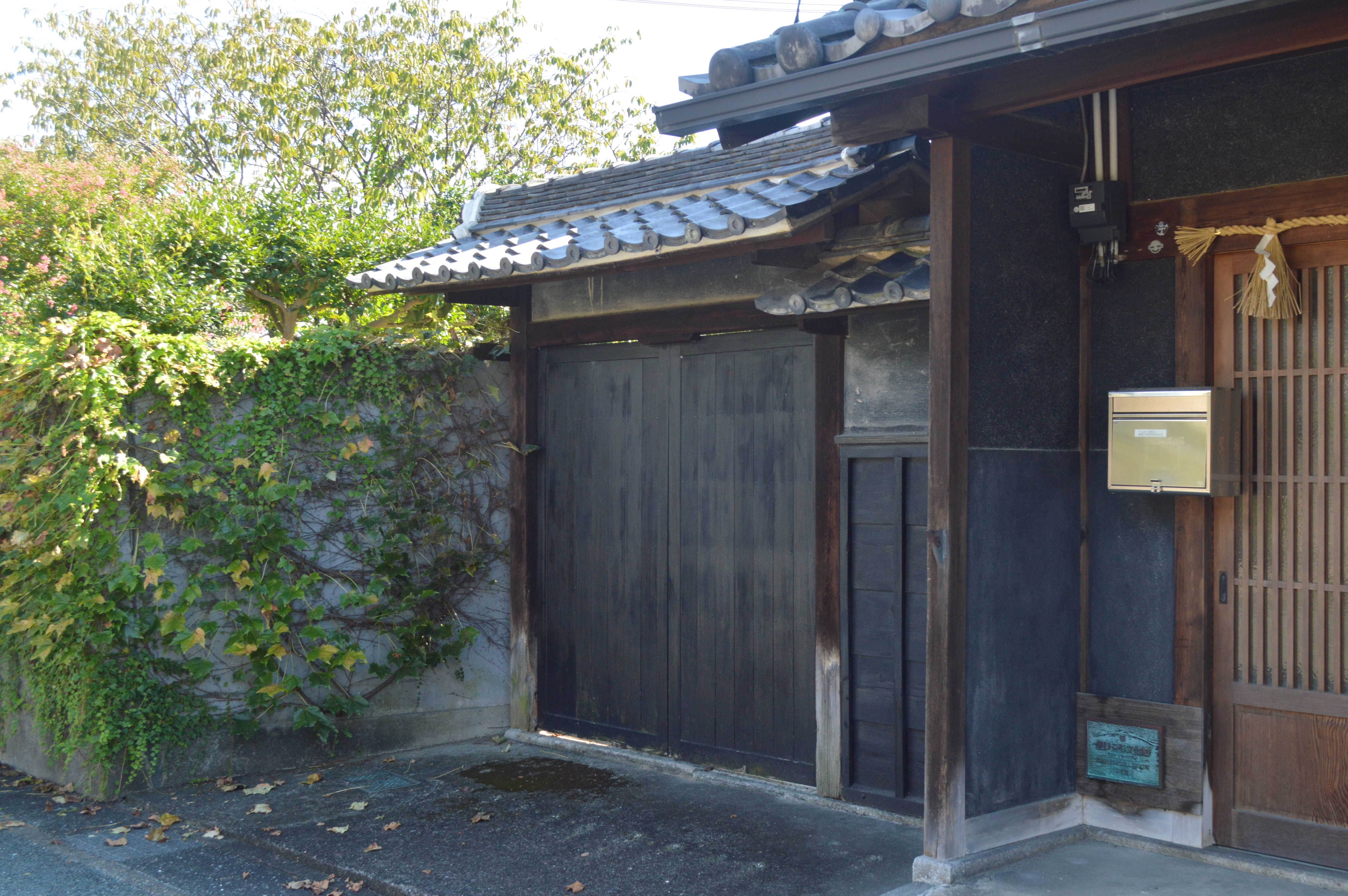
門
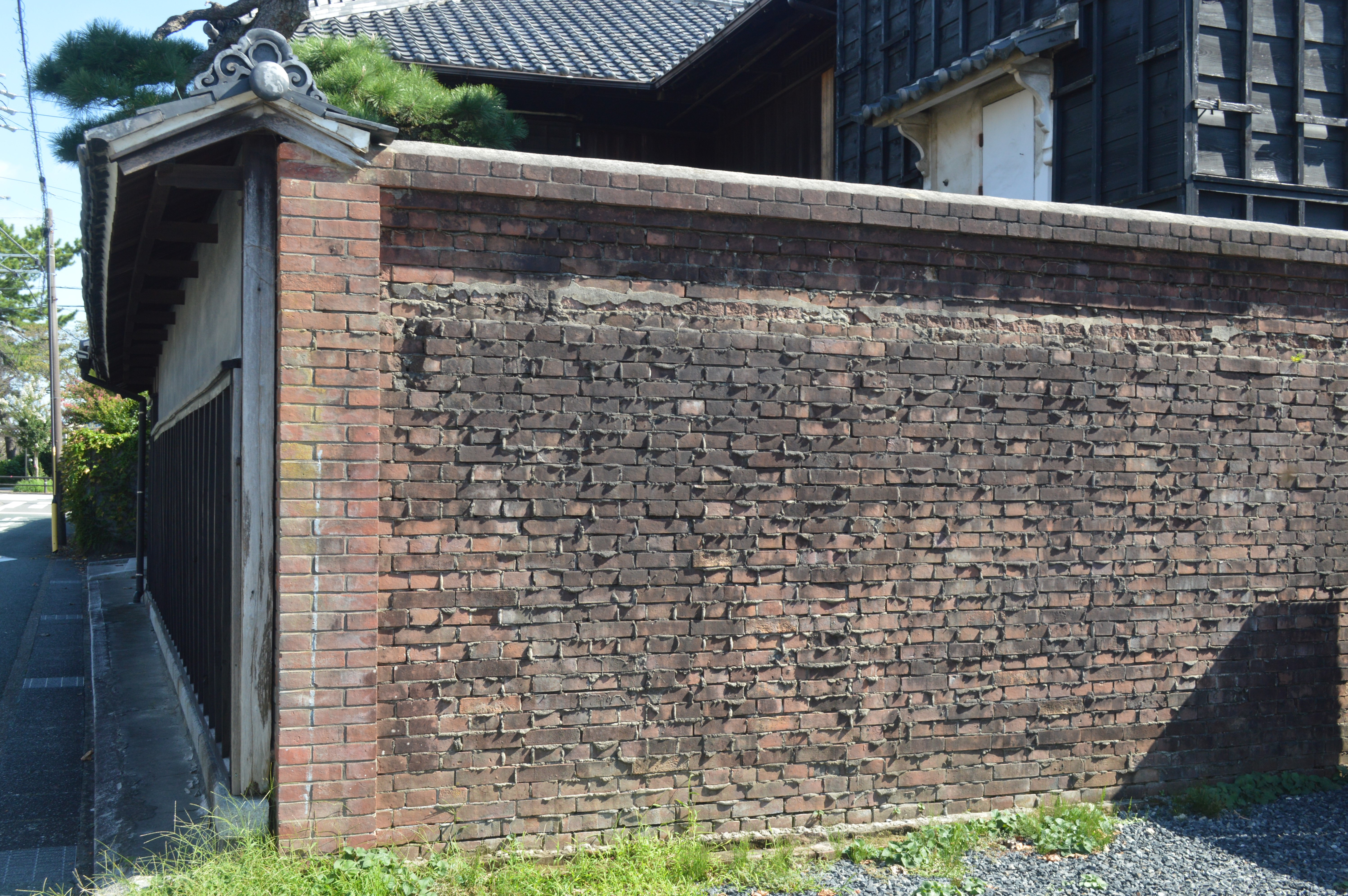
煉瓦塀
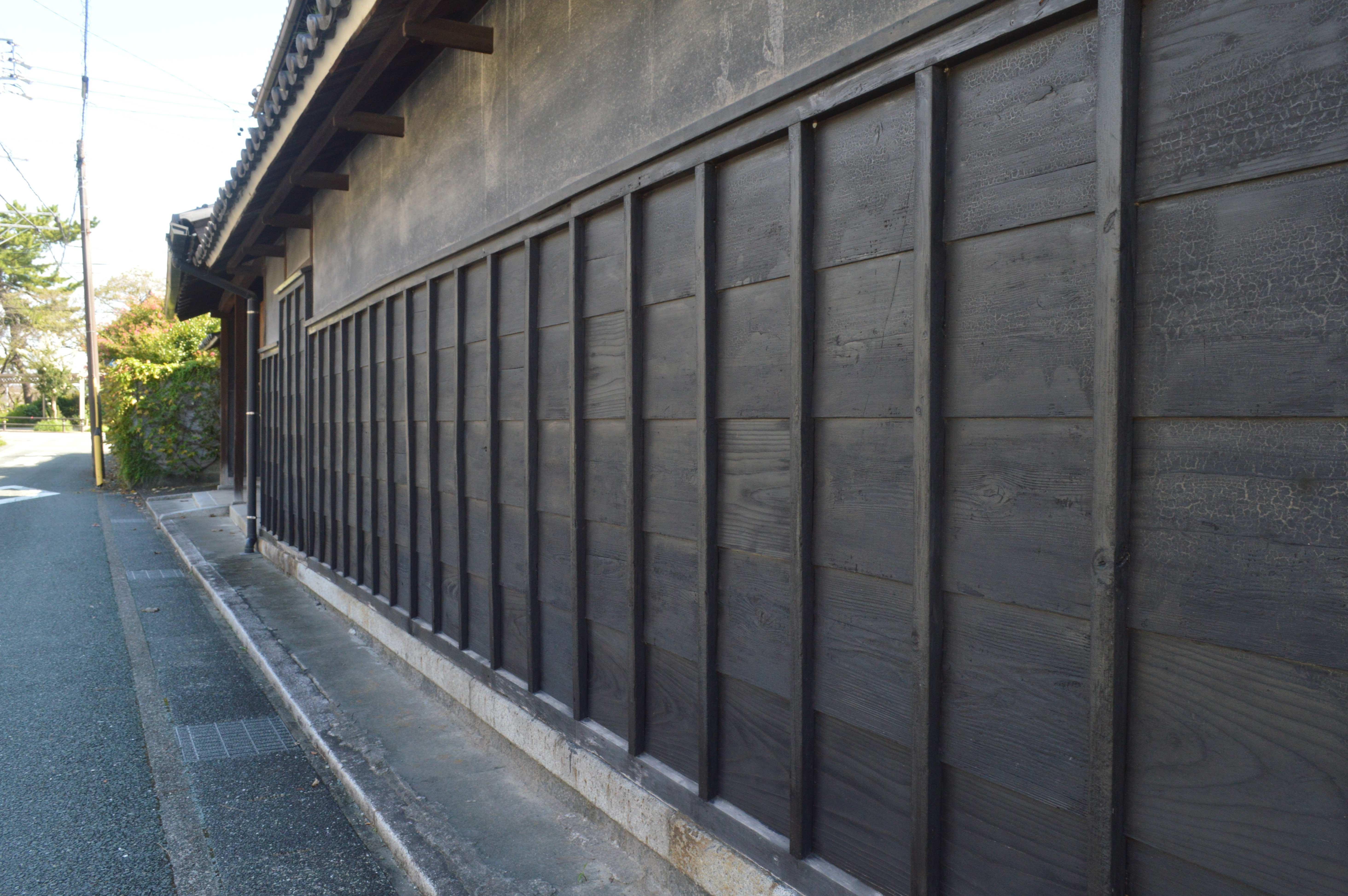
板塀